# Arthur Giry
Arthur Giry, född 29 februari 1848 i Trévoux, död 13 november 1899 i Paris, var en fransk historiker.
Giry blev 1871 arkivarie vid Archives nationales och 1885 professor i diplomatik vid École des chartes i Paris. Han utgav bland annat den högt uppskattade Manuel de diplomatique (1894).